# جيولا أو. إتش كاتونا
جيولا أو. إتش كاتونا (بالمجرية: Katona Gyula)‏ هو رياضياتي وأستاذ جامعي مجري، ولد في 16 مارس 1941 في بودابست في المجر.

## وصلات خارجية
- جيولا أو. إتش كاتونا على موقع IMDb (الإنجليزية)